# Ronnie Van Zant
Ronald Wayne "Ronnie" Van Zant (ur. 15 stycznia 1948, zm. 20 października 1977) – amerykański wokalista i autor tekstów. Współzałożyciel rockowego zespołu Lynyrd Skynyrd. Starszy brat wokalisty 38 Special Donniego Van Zanta i obecnego wokalisty Lynyrd Skynyrd Johnny’ego Van Zanta.
Wspólnie z zespołem, którego był liderem, wylansował wiele znanych przebojów, m.in.: „Free Bird”, „Simple Man”, „Tuesday’s Gone” i „Sweet Home Alabama”.
Zginął 20 października 1977 w katastrofie lotniczej. Po tragicznej śmierci wokalisty zespół zawiesił działalność. Reaktywował go po 10 latach od katastrofy młodszy brat Ronniego, Johnny, który do dzisiaj pozostaje jego wokalistą.  